# 泉健太
泉 健太（いずみ けんた、1974年〈昭和49年〉7月29日 - ）は、日本の政治家。立憲民主党所属の衆議院議員（9期）、衆議院国家基本政策委員長、立憲民主党常任顧問。
北海道札幌市に生まれ、石狩市で育つ。石狩市立花川北中学校、北海道札幌開成高等学校を卒業後、立命館大学法学部に進学した。大学在学中に山井和則の手伝いを始め、1996年、民主党の結成時には京都府連の常任幹事を務めた。1998年に大学を卒業すると、福山哲郎の秘書になった。
2000年衆院選に京都3区から立候補したが落選した。2003年衆院選で初当選。民主党政権においては内閣府大臣政務官を務め、行政刷新会議などを担当した。2012年と2014年には小選挙区で敗れるも比例復活し、2016年の補欠選挙で民進党から立候補し当選した。2017年に民進党が分裂した際には希望の党に参加し、同党では2017年から2018年まで国会対策委員長を務めた。2018年に希望の党と民進党が合流して結成された国民民主党では2018年に国会対策委員長を、2018年から2020年まで政務調査会長を務めた。
2020年には国民民主党と立憲民主党が合流して結成された立憲民主党に参加し、代表選挙に立候補するも枝野幸男に敗れた。その後、同党の政務調査会長に就任した。2021年衆院選の結果を受けて枝野が党代表を辞任すると泉は代表選挙に再び立候補し、逢坂誠二らを破って党代表に就任した。代表となった泉は「政策提案型」路線として与党との対決姿勢を薄めたものの、2022年参院選で敗北してから与党との対決姿勢を強め、次の内閣も設立した。2023年衆参5補選で全敗したものの代表を続投し、2024年衆院3補選では全勝したが、再選を目指した2024年代表選挙にて野田、枝野に次ぐ3位となり代表を退任した。

## 来歴

### 生い立ちと教育
1974年7月29日、北海道札幌市に生まれた。泉の実家は牧場関係の自営業を営んでいた。父の訓雄（のりお、2011年に74歳で死去）は町内会長のような役割を務めており、後に石狩市議会議員を務めた。泉によると父は保守的な人物だったが、2000年に泉が衆院選に出馬した際に民主党に鞍替えしたという。
泉は3歳まで札幌市北区の屯田に住み、その後は石狩市に引っ越して高校生まで同地で過ごした。父は様々な議員を応援するのが好きで、泉も小学生の頃から政治や選挙に関心を持っていたという。小学校を卒業した泉は花川北中学校に進学した。中学では野球部に所属し、生徒会長を務めていた。中学卒業後は北海道札幌北高等学校に進学するつもりであったが、北海道札幌開成高等学校が甲子園に出場したのを見て、同校に進学した。高校でも野球部に所属し、生徒会長を務めた。
1993年に高校を卒業し、立命館大学法学部に進学した。大学1年生の夏休みに北海道に帰省した際、北海道知事を務めた横路孝弘が国政復帰の準備のために設立した「新しい風 北海道会議」の結束集会が行われた。泉はこれに参加し、集会に若い人がいないことを横路に指摘した。泉によると、その2日ほど後に横路から実家に「話を聞かせてほしい」と電話があり、ここから本格的に政治との繋がりが出来たという。京都に戻った泉は社会党京都府連を訪れたが、役員からは社会党に将来はないと言われた。そこで、立命館大学で講師として勤めていた民主党の山井和則の政治活動を手伝い始めた。また、山井から福山哲郎を紹介された。
1996年に民主党が結成されると、泉は民主党京都府連の常任幹事を務めた。同年に行われた京都市長選挙では候補者を招いた講演会を企画した。大学では弁論部に所属しており、日本全国の学生から成る「学生弁論討論交流会」の会長も務めた。1997年に起きたナホトカ号重油流出事故の際にはバス2台を貸し切りにして重油回収のボランティアを行った。また、同年に行われた地球温暖化防止京都会議では環境NGOのスタッフとして活動した。

### 初期のキャリア
大学卒業後の1998年、泉は福山哲郎の秘書になった。しばらくして秘書は退職し、民間企業の内定も受けていたが、前原誠司らから説得を受け、2000年衆院選に京都3区に民主党から立候補した。選挙では自民党の奥山茂彦に敗れ、比例近畿ブロックでの復活もならず落選した。その後は老人福祉施設でデイサービスの送り迎えや介助のアルバイトを行いながら政治活動を続けた。
2003年衆院選には再び京都3区から立候補し、奥山を破って初当選した。2005年衆院選でも自民党の清水鴻一郎などを破って再選した。泉は前原グループとも称される凌雲会に所属しており、2005年民主党代表選挙の際には前原誠司の推薦人の1人となった。
2期目の任期中である2008年2月には自民党の河野太郎、柴山昌彦、水野賢一、山内康一と、民主党の馬淵澄夫、細野豪志とともに、通年国会の導入など国会運営の新ルールを提言した。また、同年5月には台湾・朝鮮半島出身の元BC級戦犯への補償を定める法律案を提出した。2009年に発表された鳩山由紀夫の「次の内閣」では泉は内閣府ネクスト副大臣に任命された。

### 民主党政権において (2009-2011)

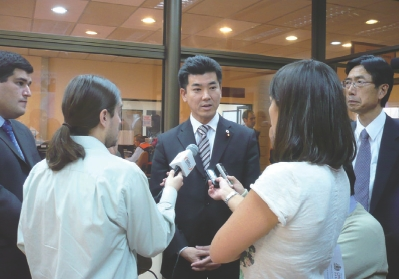
チリ地震の視察後に取材を受ける泉（2010年）

2009年8月に行われ、当時の民主党が政権を獲得した2009年衆院選においても泉は清水を破って3選した。同年9月に発足した鳩山由紀夫内閣において泉は内閣府大臣政務官に就任し、行政刷新会議などを担当した。また、健康上の問題が発生したエコナなどの問題に対応するため消費者庁で立ち上げられた「食品SOS対応プロジェクト」のリーダーに就任した。
2010年6月に誕生した第一次菅直人内閣においても泉は内閣府大臣政務官に再任された。菅と小沢一郎が争った2010年9月民主党代表選挙の際には泉は菅を支持した。第一次菅内閣以降は予算委員会の理事などを務めた。2010年12月には自民党の河野太郎、柴山昌彦、民主党の長島昭久、細野豪志、馬淵澄夫、みんなの党の水野賢一、山内康一とともに、党首討論を夜8時から行うことや法案採決で党議拘束を外すといった国会改革を提言した。
野田佳彦ら5人が争った2011年民主党代表選挙では泉は前原誠司の推薦人の1人となった。

### 下野後のキャリア

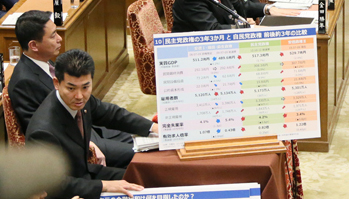
予算委員会で質疑を行う泉（2016年2月）

2012年12月に行われた2012年衆院選において泉は小選挙区で自民党の宮崎謙介に敗れ、比例近畿ブロックで復活当選し4選した。自民党はこの総選挙で政権を奪還し、民主党は下野した。2013年9月には民主党国民運動委員長に就任した。2014年2月には民主党京都府連合会（京都府連）の会長に選出された。2014年12月に行われた2014年衆院選においても泉は小選挙区で宮崎に敗れ、再び比例近畿ブロックで復活当選し5選した。
岡田克也と長妻昭、細野豪志が争った2015年の民主党代表選挙では泉は細野の推薦人の1人となった。
自民党の衆議院議員の宮崎が不倫スキャンダルで議員辞職したことを受けて2016年4月に行われる京都3区の補欠選挙に、比例区選出の衆議院議員の泉は（民主党と維新の党の一部メンバーが合流した）民進党から立候補した。これによって泉健太は衆議院議員を自動失職し、前回総選挙において比例近畿ブロックで民主党の名簿の次点だった北神圭朗が4月20日に繰り上げ当選し衆議院議員となった。そしてこの京都3区の補欠選挙で、泉はおおさか維新の会の森夏枝らを破って当選し6選した。当選後、泉は民進党京都府連の会長に就任した。2017年9月に行われ、前原誠司と枝野幸男が争った民進党代表選挙では泉は前原選挙対策事務所の事務総長を務めた。

### 希望の党・国民民主党 (2017-2020)
民進党が立憲民主党と希望の党に事実上分裂して臨んだ2017年衆院選では泉は希望の党から立候補し、自民党の木村弥生らを破って7選したが、選挙中に希望の党が失速したこともあり、一部の支持層や無党派層の票が他野党候補に分散し、得票数は初当選以来の選挙で1番低くなり、前回に引き続いて木村の比例復活を許した。同年に行われた希望の党共同代表選挙への立候補を模索し、説明会にも参加したが、推薦人集めが難航したため断念した。最終的には玉木雄一郎の推薦人に回る。代表選挙後の人事において泉は国会対策委員長に就任した。2018年5月に2017年の分裂の経緯で立憲民主党にも希望の党にも合流しなかった民進党残留組と希望の党の一部メンバーが合流して結成された国民民主党 (日本 2018)に参加し、引き続いで国会対策委員長を務めた。また、9月より政務調査会長を務めた。

### 立憲民主党 (2020-)
2020年に立憲民主党 (日本 2017)と国民民主党が事実上合流した新党が結成された。泉はこの合流新党に参加し、代表選挙に立候補した。代表選挙では旧立憲民主党の代表であった枝野幸男との一騎打ちとなった。泉は政権構想を明らかにすることや、政策提案型の野党とすること、風通しの良い党運営を行うことを主張した。また、同時に行われた党名選挙においては「民主党」とすることを提案した。選挙の結果、泉は枝野に敗れ、党名も枝野が掲げた「立憲民主党」に決まった。
選挙後の人事において泉は政務調査会長に起用された。また、旧国民民主党の出身者を中心とする政策グループである新政権研究会を発足し、会長に就任した。

### 立憲民主党代表 (2021-2024)

#### 代表選挙
2021年衆院選で立憲民主党は議席を108から96に減らし、枝野は責任を取って代表を辞任した。泉はこれに伴って行われた代表選挙に立候補し、小川淳也、逢坂誠二、西村智奈美の3名と争った。前回の代表戦に立候補していた事や、他の候補の知名度や経験値が不足していると見られていたこと、中道路線であることから、立候補者の中では最年少ながら当初から本命候補と目されていた。新政権研究会や若手を中心とする直諌の会、小沢一郎が率いるグループなどのメンバーが推薦人となった。第1回投票では泉は572ポイント中189ポイントを獲得して1位となったが過半数は獲得できず、2位の逢坂誠二との決選投票となった。決選投票の結果、泉は333ポイント中205ポイントを集め、新たな代表に選出された。

#### 党運営
代表に就任した泉は新たな執行部として代表代行に逢坂を、幹事長に西村を、政調会長に小川を起用した。このほか国対委員長には馬淵澄夫を、選対委員長には大西健介を起用した。また、代表就任に伴って新政権研究会の会長を辞任した。泉は政権への対決姿勢を薄め、党のイメージを「政策提案型」に転換する姿勢を明らかにした。しかし、党内からは野党の役割を放棄していると不満が生まれ、2022年の代表質問では追及と提案のバランスをとる軌道修正を図った。

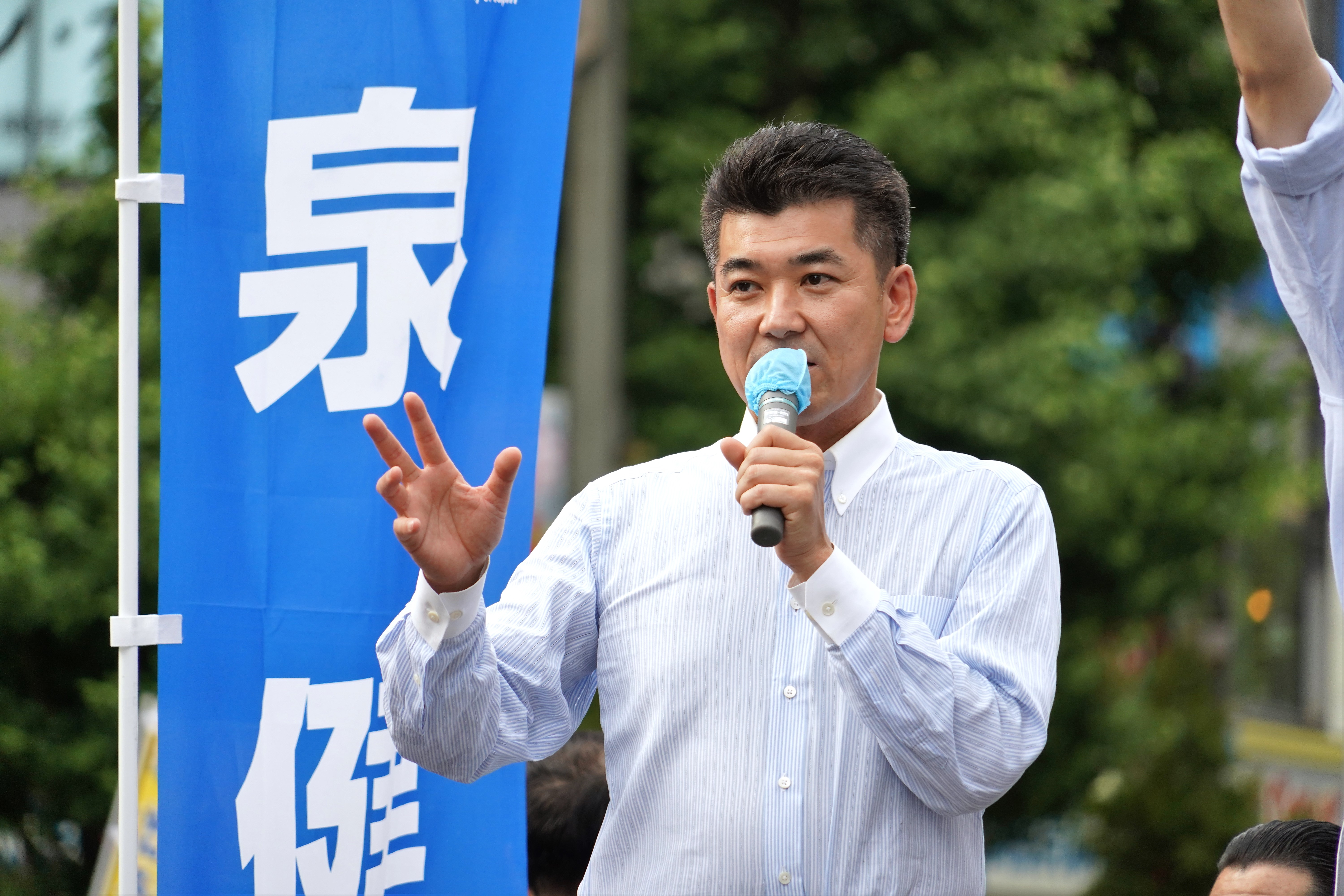
街頭演説をする泉（2022年6月）

政策提案型路線で臨んだ2022年7月の参院選では立憲民主党は改選前から6議席減らし、比例代表では野党第二党である日本維新の会の得票数を約107万票下回った。党内からは泉に対して代表辞任を求める声が上がったが、泉は続投を決めた。8月には執行部を刷新し、幹事長に岡田克也、政調会長に長妻昭、国対委員長に安住淳というかつての民主党政権で閣僚等重要職を経験したベテラン陣を起用した。また、これまでの政策提案型の路線を改めて政権への対決姿勢を強める路線に切り替え、これまで対立してきた日本維新の会と国会内での政策協力を開始した。
同年9月には政権交代後の閣僚候補として「次の内閣」（ネクストキャビネット、NCとも）を設置した。泉はネクスト総理大臣に就き、ネクスト官房長官に政調会長である長妻昭、ネクスト外務・安全保障大臣に玄葉光一郎を起用するなど民主党政権での閣僚経験者や、中堅から若手の議員を中心に起用した。また、13人中5人を女性とした。次の内閣は民主党や民進党時代にも設置されていたが、立憲民主党としては初めての設置となった。

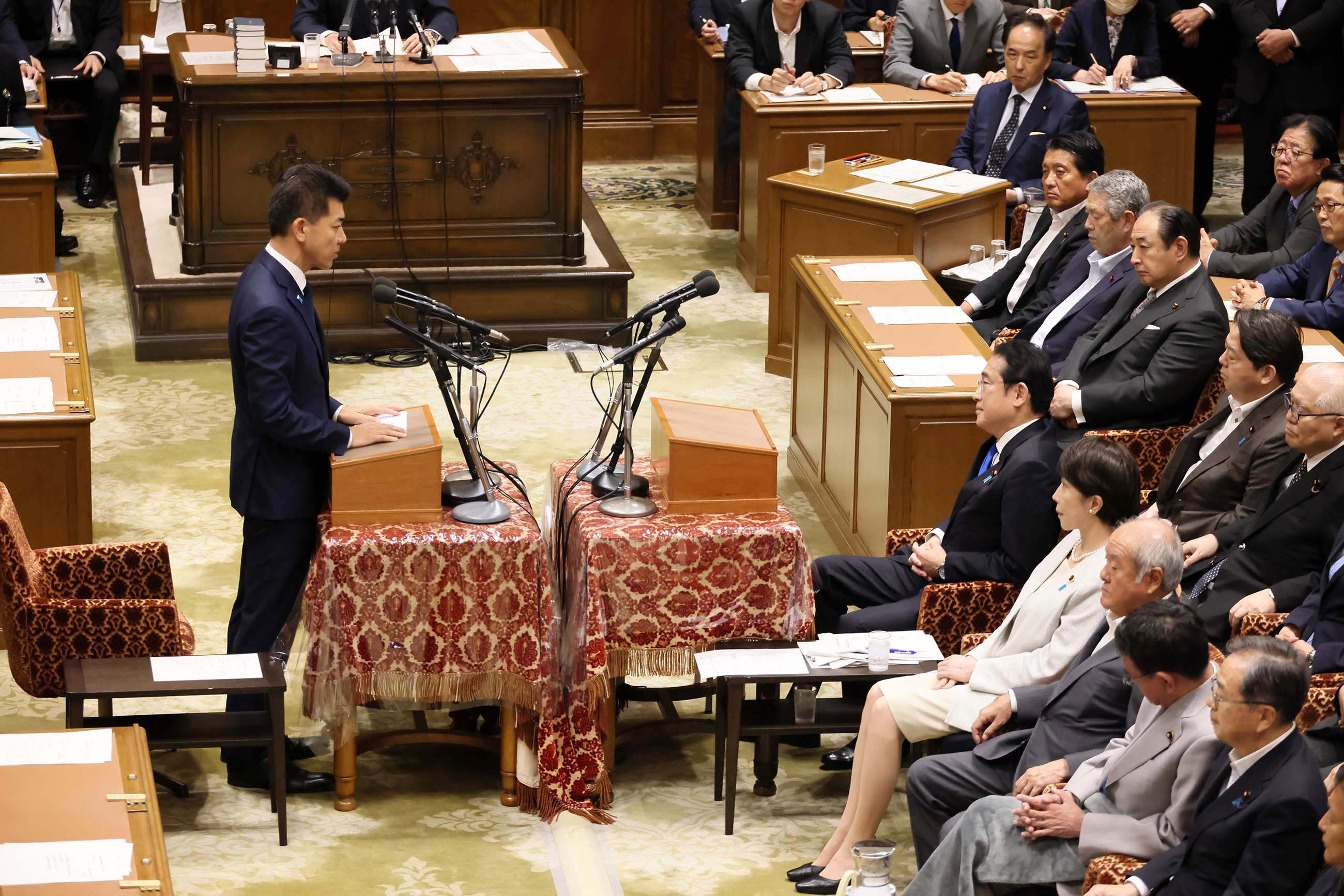
岸田文雄と党首討論をする泉（2024年6月）

2023年4月に行われた衆参5補選においても、立憲民主党は支援した無所属候補も含め4選挙区で全敗した。泉は代表を続投し、5月には次期衆院選で150議席を獲得できなければ代表を辞任することを表明した。同年10月に行われた衆参2補選では、参議院徳島・高知選挙区で支援した無所属候補が当選し、泉体制下の補欠選挙で初めての勝利となった。
2024年4月に行われた衆院3補選では全ての選挙区で公認候補が当選し、全勝となった。
同年9月の自身の任期満了に伴う立憲民主党代表選挙に向けては、立候補に意欲を示したものの推薦人集めに苦慮した。前回代表選で泉を支援した小沢一郎とは党人事などを理由に関係が悪化しており、保守・中道路線で泉と立ち位置の近い野田佳彦元首相が立候補したことも支持基盤の弱体化に拍車をかけた。代表選には泉を含む4名が立候補したが、支持集めに苦戦し1回目の投票で野田、枝野に続く3位という結果になり代表戦敗退が確定した。泉は「悔しくないと言えばうそになる」としつつ、「とにかく野田代表を支える。新しい政治をつくることに全力を尽くしたい」と述べた。10月1日に党常任顧問に就任した。

#### 代表退任後
2024年10月27日、第50回衆議院議員総選挙で9選。同年11月13日、衆議院国家基本政策委員長に就任。

## 政策・主張
政治的立ち位置は中道や中道保守などと評される。立憲民主党代表時代の2022年2月27日、立憲民主党の党大会で「コアを固めながら中道の立ち位置までウィングを伸ばす」とすることを党運営の方針に掲げ、「無党派から保守層に共感の輪を広げる。立憲こそがリベラルと中道の旗手。」と訴えた。具体的な政策については政策（2020）や政策（2022）などを掲げていたが、ここでは2024年立憲民主党代表選挙の公約として掲げた最新の政策について説明する。

### 重要政策
- 税制は、失われた30年で続いてきた格差拡大、所得税・法人税減税と消費税増税に着目し、税制全体での格差是正、再分配機能を立て直す。富裕層の所得税、高額金融所得課税、法人税の見直し、消費税について、給付付き税額控除、景気低迷時の時限的税率引き下げ、食料品の税率引き下げなどを選択肢として検討する。
- 憲法については、緊急事態条項などにおいて、参議院のあり方や現行制度の機能や限界など個別の論点と課題も山積していることから、引き続き議論を続ける

### 政策の骨格
「日本を伸ばす」を基本コンセプトに「成長 VS 分配」ではなく人への投資、産業の育成、消費の活性化に前向きに取り組むべきだとしている。効率主義、規模主義に頼らず、中小零細の担い手、地域経済を大切にし、「持続可能性」と「人」を重視するとしている。以下の6つの重要分野に取り組むとしている。
- 「国産化」エネルギー自給率・食料自給率の向上
  - 再生可能エネルギーの推進を中心にエネルギー自給率を高めていく
  - かつて民主党が訴えていた個別所得補償を発展させた新たな直接支払い制度の導入による農業自給率の向上。この制度により、農業者の所得を支え、安定的に生産できる環境を作っていく。
- 「格差是正」税制による格差是正・消費減税は選択肢の一つ
  - 富裕層に有利に働いている金融所得課税の見直しと超富裕層への課税強化に取り組む
  - 一般国民が投資や貯蓄を通じて資産形成を行うことは大切。しかし、超富裕層に対しては、より公平な負担を求めるべき。
  - 給付付き税額控除には分かりにくさという弱点がある。消費税の一律減税や食料品ゼロも経済状況や財政状況に応じて、柔軟に対応できる選択肢を持っておくことが必要。
- 「堅守防衛」平和を守る対話外交・現実的な防衛力整備
  - 現代戦に対応できるよう、古い装備品から新しい装備品への更新を進める
  - 自衛隊員の処遇改善にも取り組む
  - 我が国の防衛体制を強化しつつ、国際社会の平和と安定にも貢献していく
  - 専守防衛の原則は堅持し、憲法の枠内で防衛力の整備を進めていくことを明確にする
  - 専守防衛は当然のことだが、それをしっかりと強化しなければいけない
  - 安保法制に関しては、これまでの党の姿勢を基本的に維持。しかし、現在の安全保障環境の変化を踏まえ、必要に応じて対応を検討する余地はある。
  - 北朝鮮による拉致問題の解決には、与野党の枠を超えた取り組みが不可欠。政府と全面的に連携し、この問題の解決に向けた取り組みを進めていく必要がある。
- 「教育無償化」給食費無償化、学費の負担軽減
- 「生活向上」賃上げ・介護保育分野などの処遇改善
- 「安心社会」防災対策・治安対策・社会保障サービスの整備

### その他

#### 経済政策
- 2017年衆院選の朝日新聞の候補者アンケートでは以下のような立場を示している[66]
  - 金融緩和・財政出動・成長戦略を柱とした安倍政権の経済政策「アベノミクス」について、「どちらかと言えば評価しない」と回答
  - 当面は財政再建のために歳出抑制するのではなく景気対策のために財政出動を行うかどうかについて、「どちらとも言えない」と回答
  - 安倍政権が2012年の3党合意で合意した消費税増税を2019年に先送りしたことについて、「評価しない」と回答
  - 長期的に消費税率を10%より高くすることに「どちらかと言えば賛成」と回答
- 2020年の立憲民主党代表選挙では新型コロナウイルスの感染拡大による経済の低迷から景気を回復させるために、国債の発行を主たる財源として物価上昇率2%に至るまで消費税を0%に凍結すべきだと主張した[67]
- 2021年衆院選のNHKのアンケートでは以下のような立場を示している[68]
  - 新型コロナ対策として、消費税率の一時的な引き下げは「必要」と回答
  - 財政健全化に向けて、国と地方を合わせた基礎的財政収支を2025年度に黒字化する政府の目標は「先延ばしはやむを得ない」と回答
  - 大企業や所得の多い人への課税を強化して国の財源に充てることに「賛成」と回答
- 2021年衆院選の毎日新聞のアンケートでは、10%の消費税率について「引き下げるべきだ」と回答[69]
- 立憲民主党代表時代の2022年6月、産経新聞「参院選党首に聞く」のインタビューではロシアによるウクライナ侵攻に伴う世界的なガソリンや小麦などの価格高騰に対応するため、消費税率を時限的に5%に引き下げて年金生活者への給付を実施すべきだとの考えを示した[70]
- 2024年の立憲民主党代表選挙では、消費税の逆進性対策として党が掲げる給付付き税額控除は「政権を取ってもすぐに実施できない」と指摘し、消費税の食料品非課税も併せて検討すべきだとの考えを示した[71]
- 2024年衆院選のNHKのアンケートでは以下のような立場を示している[72]
  - 物価高対策として政府が最優先で取り組むべきことについて、「家計への支援」と回答
  - 政府が基礎的財政収支の2025年度黒字化目標を掲げていることについて、「財政規律より積極的な財政出動を優先すべきだ」と回答
  - 大企業や所得が多い人への課税を強化して国の財源にあてることに「賛成」と回答
- 2024年衆院選の読売新聞のアンケートでは以下のような立場を示している[73]
  - 財源確保のためには増税もやむを得ないと考える政策について、「年金・医療などの社会保障費、高等教育の無償化などの教育費」と回答
  - 経済政策で財政出動と財政規律のどちらを優先するかについて、「財政出動を優先し、景気を支えるべきだ」と回答
  - 経済全体の規模を大きくする「成長」と、富の移転で格差是正を目指す「分配」のどちらを重視するかについて、「成長を重視すべきだ」と回答
  - 今の歳入の範囲で国の歳出額をどのようにすべきかについては以下のような立場を示している
    - 公共事業費について、「どちらかといえば減らすべきだ」と回答
    - 医療・介護費について、「どちらかといえば増やすべきだ」と回答
    - 科学技術費について、「増やすべきだ」と回答
    - 公務員の人件費について、「増やすべきだ」と回答
    - 生活保護費について、「今のままでよい」と回答
    - 子育て支援費について、「増やすべきだ」と回答

  - 今後の日銀の金融政策の方向性について、「金利は今のペースで段階的に上昇させるべきだ」と回答
- 2024年衆院選の毎日新聞のアンケートでは、消費税率について「当面は10%を維持すべきだ」と回答[74]

#### 外交・安全保障
- NHKのアンケートでは防衛力の強化について以下のような立場を示している
  - 2021年衆院選のアンケートでは、日本の防衛力について「どちらかといえば強化すべき」と回答[68]
  - 2024年衆院選のアンケートでは以下のような立場を示している[72]
    - 2023年度から5年間で43兆円程度の防衛費を確保して防衛力を強化するとしている政府の方針について、「強化は必要だが費用は抑制すべき」と回答
    - 防衛費増額の財源を賄うための増税に「反対」と回答
- 2021年衆院選の毎日新聞のアンケートでは、経済的・軍事的に台頭している中国や歴史問題などで対立する韓国との向き合い方について「政府の今の外交方針でよい」と回答[69]
- 非核三原則については以下のような立場を示している
  - ロシアによるウクライナ侵攻を受けて自民党内などから核共有を求める声が出ていることに関して、泉は2022年3月5日の松山市内での記者団の取材に対して「何かの危機に乗じた核の議論はあってはならない。非核三原則を変える必要はない。」と述べた[75]
  - 2024年衆院選のNHKのアンケートでは、非核三原則について「維持すべき」と回答[72]
  - 2024年衆院選の毎日新聞のアンケートでは、「日本は核保有も核共有もすべきではない」と回答[74]
- 沖縄県宜野湾市の米軍普天間飛行場を同県名護市辺野古に移設する計画については以下のような立場を示している
  - 2021年衆院選の毎日新聞のアンケートでは、「政府は埋め立てを即中止すべきだ」と回答[69]
  - 2024年衆院選の毎日新聞のアンケートでは、「反対」と回答[74]
- 集団的自衛権の行使や安全保障関連法に対する賛否については以下のような立場を示している
  - 2012年衆院選の朝日新聞のアンケートでは、憲法改正か解釈変更して集団的自衛権を行使できるようにすることに「どちらかと言えば反対」と回答[76]
  - 希望の党時代は以下のような立場を示している
    - 2017年衆院選の朝日新聞のアンケートでは、安保法制について「どちらかと言えば評価しない」と回答[66]
    - 2017年11月2日夜に行われた党の総会後、記者団の取材に対して安保法制について「より現実的な、わが国の防衛や平和に資する形に不断の見直しをやっていきたい」と述べた[77]

  - 立憲民主党代表時代の2022年6月、産経新聞「参院選党首に聞く」のインタビューでは「わが国に想定される有事の多くは個別的自衛権で対処できる。集団的自衛権の発動がどのような場面で想定されるか、引き続き精査する必要がある。それは米国との協議で明確化していかなければならない。安保関連法をひっくり返すという話をしているわけではない。（安保法がある）現状に基づいて日米で協議していく必要がある。」と述べた[78]
  - 2024年の立憲民主党代表選挙では、安保法制について「違憲」部分の廃止が必要との立場を表明した上で、政権交代後、即座に政府の安全保障方針を転換することは「あり得ない」とも語り、政権交代後すぐの政策変更は非現実的との認識を示した。「米国との同盟関係を強固にしていくのは当然だ」と強調した[79]。
- 2024年衆院選の読売新聞のアンケートでは以下のような立場を示している[73]
  - 防衛費の適切な規模について、「現状のままGDP比1%程度とすべきだ」と回答
  - 外国からミサイル攻撃を受ける前に、相手国のミサイル発射拠点などを破壊する反撃能力を日本が持つことに「どちらかといえば賛成」と回答
  - 沖縄をはじめとする南西諸島の防衛力を強化することに「どちらかといえば賛成」と回答
  - ロシアの侵略を受けるウクライナへの支援について、「輸出規制は維持し、防弾チョッキの提供など可能な支援を行う」と回答
  - 能動的サイバー防御の導入に「賛成」と回答
  - 日米関係の強化に「賛成」、日中関係の強化に（賛成とも反対とも）「どちらともいえない」、日韓関係の強化に「賛成」と回答
- 2024年衆院選の毎日新聞のアンケートでは以下のような立場を示している[74]
  - ロシアから侵攻を受けているウクライナに対する支援について、「より積極的に支援すべきだ」と回答
  - 台頭する中国との付き合い方について、「関係強化を優先すべきだ」と回答
  - 防衛費増額の財源確保に向けて法人税など3つの税目で増税するとしている政府の方針について、「防衛費増の方針に賛成するが、そのための増税はすべきではない」と回答

#### エネルギー
- 2021年の立憲民主党代表選挙ではエネルギー政策について、「予備電源という意味で、ごく少数の原発は稼働させられるような状況を考えておかなければいけない」、2024年の同党の代表選挙でも「原子力に依存しない社会が理想だが、現実的なアプローチなくして目標達成はない」と語り、現実的なエネルギー政策を追求すべきだと訴えた[80][81]。「原発ゼロ社会を一日も早く実現する」と立憲民主党綱領に明記されていることに関しても、「すぐ全部停止するという話はしていない」と述べ、安全基準を満たした原発の再稼働を容認する考えを示した[82]。
- 2024年衆院選のNHKのアンケートでは以下のような立場を示している[72]
  - 原子力発電への依存度について、今後は「下げるべき」と回答
  - 電源構成に占める再生可能エネルギーの割合について、今後は「主力電源とするべき」と回答
- 2024年衆院選の毎日新聞のアンケートでは以下のような立場を示している[74]
  - 2050年までに温室効果ガスの排出を実質ゼロにするとしている政府の目標について、「2050年より前倒しすべきだ」と回答
  - 企業などに対して二酸化炭素排出量に応じて課税する炭素税を強化していくことについて、「無回答」と回答
  - 原発について、「当面は必要だが将来的には廃止すべきだ」と回答

#### 憲法
- 憲法改正に対しては以下のような立場を示している
  - 2012年衆院選の朝日新聞のアンケートでは、「どちらかと言えば賛成」と回答[76]
  - 2014年衆院選の朝日新聞のアンケートでは、（賛成とも反対とも）「どちらとも言えない」と回答[83]
  - 2017年衆院選の朝日新聞のアンケートでは、「どちらかと言えば賛成」と回答[66]
  - 2021年衆院選のNHKのアンケートでは、（賛成とも反対とも）「どちらともいえない」と回答[68]
- 立憲民主党代表時代の2022年10月21日、共同通信本社での講演で憲法裁判所の設置や緊急事態条項について、「議論はやっていいと思っている」と述べた。憲法9条の改正についても「集団的自衛権をフルで認めるのは我々はまだ問題があると思っているので、必要であれば憲法審で議論すればいい」と述べた[84]。従来の党方針とは異なる見解を示した泉は党内や一部の支持者から批判されたことを受けて翌日、「今後の行動を見てもらいたい。立民の主張が変わったということは、私の中ではない。」と釈明した。9条への自衛隊明記についても「われわれは明記する必要はないと言っている政党だ。間違いない。」と説明し、軌道修正を図った[85]。
- 2024年の立憲民主党代表選挙では、憲法改正について「衆議院の解散権に加え、プライバシーや環境権など新しい人権について議論していく必要がある」と述べている[86]
- 2024年衆院選のNHKのアンケートでは以下のような立場を示している[72]
  - 今の憲法を改正する「必要はない」と回答
  - 憲法9条を改正して自衛隊を明記することに「反対」と回答
  - 大規模災害やテロなどの緊急事態が発生した際に政府の権限を一時的に強めたり、国会議員の任期を延長したりする緊急事態条項を設けることに「反対」と回答
- 2024年衆院選の読売新聞のアンケートでは以下のような立場を示している[73]
  - 今の憲法を改正することに「どちらかといえば反対」と回答
  - 憲法を改正して自衛隊を明記することに「反対」と回答
- 2024年衆院選の毎日新聞のアンケートでは以下のような立場を示している[74]
  - 憲法改正に「反対」と回答
  - 憲法9条の改正について、「改正には反対だ」と回答
  - 緊急事態条項について、「緊急事態条項を設ける憲法改正は必要ない」と回答

#### 皇室観
- 2024年衆院選のNHKのアンケートでは以下のような立場を示している[72]
  - 女性天皇を認めるか否かについて、「回答しない」と回答
  - 女系天皇を認めるか否かについて、「回答しない」と回答

#### 社会保障
- 2024年衆院選のNHKのアンケートでは以下のような立場を示している[72]
  - 社会保険料負担のあり方について、「所得が多い人の負担を増やすべき」と回答
  - マイナンバーカードと保険証の一体化に伴って健康保険証を同年12月に廃止するとしている政府の方針について、「廃止時期を延期すべき」と回答
- 2024年衆院選の毎日新聞のアンケートでは、社会保障制度の維持に関して「国民負担を増やして給付水準を維持すべきだ」と回答[74]

#### 教育
- 2017年衆院選の朝日新聞のアンケートでは、幼稚園・保育所から大学までの教育無償化に「どちらかと言えば賛成」と回答[66]
- 2024年衆院選のNHKのアンケートでは、高校授業料無償化の所得制限について「撤廃するべき」と回答[72]
- 2024年衆院選の読売新聞のアンケートでは、大学も含めた高等教育にかかる費用について「所得が低い人に限定した授業料の減免や奨学金で対応すべきだ」と回答[73]
- 2024年衆院選の毎日新聞のアンケートでは、国立大学の学費を値上げすることに「反対」と回答[74]

#### 労働政策
- 2024年衆院選の毎日新聞のアンケートでは、従業員の解雇にかかわる規制を緩和することに「反対」と回答[74]

#### 移民・外国人
- 2024年衆院選の毎日新聞のアンケートでは、外国人労働者の受け入れについて「より積極的に受け入れるべきだ」と回答[74]

#### 政治改革
- 2024年衆院選の毎日新聞のアンケートでは以下のような立場を示している[74]
  - 企業・団体献金について、「廃止すべきだ」と回答
  - 政治家の世襲について、「規制すべきだ」と回答
  - 国会議員の被選挙権年齢の引き下げに「賛成」と回答

#### ジェンダー
- 2024年衆院選の毎日新聞のアンケートでは以下のような立場を示している[74]
  - 選択的夫婦別姓制度の導入に「賛成」と回答
  - 同性婚を制度化することに「賛成」と回答

## 所属団体・議員連盟
- 全国災害ボランティア議員連盟
- 自転車活用推進議員連盟
- 共同養育推進議員連盟
- 電気用品安全法議員懇談会（副会長）
- イクメン議員連盟（副座長）
- 有志議員による建設職人の安全・地位向上推進議員連盟（幹事長）
- サッカー外交推進議員連盟（副会長）
- JAMものづくり国会議員懇談会（代表）[87]
- パチンコチェーンストア協会（政治分野アドバイザー[88]）
- 骨髄バンク議員連盟
- 過労死等防止について考える議員連盟
- 食品ロス削減及びフードバンク支援を推進する議員連盟
- 学童保育の抜本的拡充を目指す議員連盟
- チャイルドライン支援議員連盟
- ハンセン病問題の最終解決を進める国会議員懇談会
- 日本・パプアニューギニア議員連盟
- 日本ウクライナ友好議員連盟
- 自然体験活動推進議員連盟
- 自然災害から国民を守る国会議員の会
- 子どもの未来を考える議員連盟
- 保育を考える議員連盟
- 大相撲愛好議員連盟
- アメリカンフットボール議員連盟
- 民主党消防政策議員懇談会（幹事）
- 民主党日韓議員交流委員会（幹事）
- 北京オリンピックを支援する議員の会

## 選挙歴
| 当落 | 選挙                     | 執行日         | 年齢 | 選挙区      | 政党       | 得票数     | 得票率 | 定数 | 得票順位 /候補者数 | 政党内比例順位 /政党当選者数 |
| ---- | ------------------------ | -------------- | ---- | ----------- | ---------- | ---------- | ------ | ---- | ------------------ | ---------------------------- |
| 落   | 第42回衆議院議員総選挙   | 2000年06月25日 | 25   | 京都府第3区 | 民主党     | 5万7536票  | 31.54% | 1    | 2/4                | /                            |
| 当   | 第43回衆議院議員総選挙   | 2003年11月09日 | 29   | 京都府第3区 | 民主党     | 8万4052票  | 46.79% | 1    | 1/3                | /                            |
| 当   | 第44回衆議院議員総選挙   | 2005年09月11日 | 31   | 京都府第3区 | 民主党     | 9万2249票  | 42.72% | 1    | 1/3                | /                            |
| 当   | 第45回衆議院議員総選挙   | 2009年08月30日 | 35   | 京都府第3区 | 民主党     | 12万1834票 | 54.58% | 1    | 1/4                | /                            |
| 比当 | 第46回衆議院議員総選挙   | 2012年12月16日 | 38   | 京都府第3区 | 民主党     | 5万8735票  | 31.52% | 1    | 2/4                | 1/3                          |
| 比当 | 第47回衆議院議員総選挙   | 2014年12月14日 | 40   | 京都府第3区 | 民主党     | 5万4900票  | 33.11% | 1    | 2/4                | 1/4                          |
| 当   | 第47回衆議院議員補欠選挙 | 2016年4月24日  | 41   | 京都府第3区 | 民進党     | 6万5051票  | 65.43% | 1    | 1/6                | /                            |
| 当   | 第48回衆議院議員総選挙   | 2017年10月22日 | 43   | 京都府第3区 | 希望の党   | 6万3013票  | 38.30% | 1    | 1/5                | /                            |
| 当   | 第49回衆議院議員総選挙   | 2021年10月31日 | 47   | 京都府第3区 | 立憲民主党 | 8万9259票  | 48.19% | 1    | 1/3                | /                            |
| 当   | 第50回衆議院議員総選挙   | 2024年10月27日 | 50   | 京都府第3区 | 立憲民主党 | 8万2823票  | 47.24% | 1    | 1/5                | /                            |

## 私生活・人物
家族は妻と1男2女で、京都市に住んでいる。趣味は野球、サイクリング、バドミントン、テニス、将棋、旅。好きな食べ物は魚料理（焼き魚ではイワシ・ホッケ、煮付けではサバ・ブリ）、そば、そうめん、カレーライス、焼肉。週に2、3回はスーパーへ行き、豆苗は1回切った後もう1回育てているという。本人によれば、幼少期に罹患したアトピー性皮膚炎の影響で、唇に色が出ない。テレビ番組に出演するたびに体調を心配され、口紅が郵送されて来たこともあるという。
尊敬する政治家は、同郷の北海道出身で北海道知事や衆議院議長を務めた横路孝弘であり、横路の選挙カーを追いかけるなどしていた。また、好きな政治家として日本社会党委員長を務めた浅沼稲次郎を挙げている。
旧民主党・民進党・国民民主党時代には同じ京都選出の前原誠司率いる凌雲会に所属し、代表選挙の際にたびたび推薦人に名を連ねたほか、選対事務総長を務めるなど、政治行動を共にする側近の1人であった。